# Машина часу «Техніколор»
«Машина часу „Техніколор“» (англ. The Technicolor Time Machine, також The Time Machined Saga) — роман американського письменника-фантаста Гаррі Гаррісона, написаний в 1967 році.

## Сюжет
Кінотрест «Клаймектик студіоз», що перебуває під керівництвом директора Л. М. Грінспена, опинився на межі банкрутства. Але Барні Гендріксон — один з продюсерів компанії — дізнається про відкриття професора Хьюїтта — «часотрон» або просто — машину часу. Щоб врятувати студію, Барні повинен у найближчий понеділок представити банківським ревізорам готову кінокартину. Спішно приймається рішення відправити кіногрупу знімати фільм про відкриття Північної Америки вікінгами наприкінці X — початку XI століть, звідки, коли картина буде готова, можна повернутися вже у наш час. Проблема (не така й дрібна, як виявляється далі) полягає в тому, що часотрон має обов'язково повернутися хоча б на хвилину пізніше того моменту в теперішньому часі, коли герої вирушили у минуле.
Знімальна група вирушає на Оркнейські острови, де домовляється з вікінгом Оттаром про відплиття у Вінланд і заснування поселення для якомога натуралістичнішого знімання фільму. Гендріксон вважає, що може залишатися в минулому скільки завгодно, але після нападу грабіжників актор Раф зазнає поранення і відмовляється брати участь у зніманні. Коли команда повертається в свою епоху, машина ламається і її доводиться лагодити кілька годин. Утративши дорогоцінний час, Гендріксон вирішує покластися на імпровізацію, доручивши Оттару головну роль. У минулому знімають як Оттар відпливає до Вінланда разом із справжньою колонізаторською командою, а потім знімальна група стрибає через сучасний Голлівуд до Ньюфаундленда, щоб відстежити Оттара за радіомаяком на його кораблі. Поки вона чекає приплиття, вікінги мають неприємну зустріч з тубільцями, яких називають скрелінгами. Врешті Оттар будує поселення, команда стрибає на рік уперед, щоб побачити поселення вже завершеним.
На вікінгів нападають скрелінги, яких проганяють сльозогінним газом і сокирами вікінгів. Знімаючи останні сцени, Гендріксон розуміє, що не встигне завершити фільм, бо йому бракує монтажу, саундтреку та дубляжу. В майбутньому для цього вже замало часу, а в минулому відсутнє обладнання.
Гендріксон збирається змиритися з невдачею та йде до офісу Грінспена з порожніми руками. Несподівано його перестріває він же з майбутнього, що має готовий примірник фільму і чомусь закривавлену пов'язку на лівій руці. Цей Гендріксон запевняє, що потрібно повернутися в минуле і завершити фільм. Потім Гендріксон з майбутнього заходить до офісу Грінспена із завершеним фільмом, залишаючи свою минулу версію гадати, чого це коштувало.
Тоді Гендріксон усвідомлює як можна закінчити фільм вчасно: команда повинна виконати постпродакшн за стільки, скільки потрібно, а потім повернутися в минуле з готовим продуктом. Сповнений рішучості, продюсер повертається до Вінланда, щоб завершити знімання. Однак він раниться об дерев'яну деталь і накладає пов'язку, яку поливає антисептиком, що виявляється схожим на кров.
У кінці творці фільму «Вікінг Колумб» стикаються з парадоксом: фільм був знятий, тому що був відкритий Вінланд, але Вінланд був відкритий через те, що про його відкриття був знятий фільм, оскільки Оттар виявився історично відомим Торфінном Карлсефні — вікінгом, який заснував перше норвезьке поселення у Вінланді. А ім'я Барні Гендріксона (дещо змінене, але все ще впізнаване) зустрічається в ісландських сагах, «Сазі про Еріка Рудого» (Eiríks saga rauða) і «Сазі про гренландців» (Grœnlendinga saga) як Б'ярні Герйольфссон — торговець, який опинився на східному березі Америки в кінці X століття. Гендріксон шокований тим, що власноруч створив історію.
Фільм стає хітом і Грінспен планує зняти наступний історичний фільм про розп'яття Ісуса Христа прямо в Юдеї І століття. Нажаханий пропозицією Гендріксон намагається відмовити його.

## Персонажі
- Л. М. Грінспен — власник кіностудії.
- Барні Гендріксон — продюсер, який через збіг подій став героєм скандинавських саг під іменем Б'ярні Герйольфссон.
- Оттар (справжнє ім'я Торфінн Карлсефні) — вікінг-кінозірка.
- Професор Хьюїтт — творець часотрону.
- Єнс Лін — професор Каліфорнійського університету Лос-Анджелеса, філолог. У результаті експедиції став визнаним фахівцем з давньоісландської мови.
- Слайті Тоув — виконавиця головної жіночої ролі (Гудрід) у фільмі «Вікінг Колумб», дружина Оттара, народила в Вінланді сина Сноррі, названого нібито на честь одного з гномів з «Білосніжки».
- Чарлі Чанг — сценарист фільму.
- Раф Гоук — кіноактор, який спочатку мав зіграти головну роль, яку передали Оттару.